# Exechocentrus
Exechocentrus Simon, 1889 è un genere di ragni appartenente alla famiglia Araneidae.

## Etimologia
Il nome deriva dal greco ἔξ, èx, cioè da, attraverso, ἓχω, ècho, cioè avere, possedere, tenere, e infine dal latino centrus, cioè centro; all'incirca dovrebbe significare: che ha un (bel disegno) centrato.

## Distribuzione
Le due specie oggi note di questo genere sono state rinvenute in Madagascar, nazione della quale sembra essere un endemismo.

## Tassonomia
Dal 2012 non sono stati esaminati esemplari di questo genere.
A dicembre 2013, si compone di due specie:
- Exechocentrus lancearius (Simon, 1889)[2] - Madagascar
- Exechocentrus madilina Scharff & Hormiga, 2012 - Madagascar